# Bloch MB 131
Il Bloch MB 131 era un bombardiere medio-leggero bimotore ad ala bassa prodotto dall'azienda francese Société des avions Marcel Bloch, poi SNCASO, nei tardi anni trenta.
Unico velivolo della famiglia MB.130-136 a raggiungere la produzione in serie, l'MB 131 venne fornito ai reparti dell'Armée de l'air poco prima della Campagna di Francia dove risultò poco efficace nel confronto dei caccia nemici della Luftwaffe.

## Storia del progetto
Con l'istituzione in Francia dell'aeronautica militare come forza armata indipendente, furono recepite le teorie espresse dall'italiano Giulio Douhet sulla dotazione di un velivolo polivalente in grado di effettuare missioni di bombardamento diurne e notturne o di ricognizione a lungo raggio. Un simile modello, grazie ad un'elevata velocità e un equipaggiamento bellico basato su un consistente carico di bombe e protetto da tutti i lati da numerose postazioni dotate di mitragliatrici da difesa, avrebbe dovuto garantire una supremazia tattica relegando esercito e marina a compiti essenzialmente difensivi. In base a tali esigenze, nel 1928 il Service technique Aéronautique (STAé) emanò alcune specifiche per la fornitura di un velivolo da combattimento polivalente denominato M4, tuttavia nell'ottobre 1933, il Ministère de l'Air sostituì le specifiche del 1930 con le nuove finalizzate ad un velivolo multiruolo, il BCR (Bombardement, Chasse, Reconnaissance), ovvero Bombardiere, Caccia, Ricognitore.
Per rispondere a queste ultime specifiche gli uffici tecnici delle aziende nazionali iniziarono ad elaborare progetti adatti allo scopo, alcuni che non superarono mai lo stadio di prototipo come il Société Aérienne Bordelaise SAB-80, con solo quattro modelli in grado di suscitare interesse nei vertici della neoistituita Armée de l'air: il Bréguet 460, il Farman F.420, il Bloch MB 130 e, ultimato in extremis, il Potez 540.
L'ufficio tecnico della Bloch elaborò un modello plurimpiego caratterizzato dalla costruzione interamente metallica, con fusoliera provvista di ampie finestrature, bimotore, velatura monoplana ad ala bassa, impennaggio monoderiva e carrello retrattile.
Il prototipo, indicato dall'azienda con la sigla MB 130, venne realizzato negli stabilimenti aziendali di Courbevoie e, equipaggiato con una coppia di motori radiali Gnome-Rhône 14Kdrs da 760 CV, portato in volo per la prima volta il 29 giugno 1934. Inviato alle autorità militari francesi per una serie di prove di valutazione, benché avesse espresso prestazioni non eccezionali venne dichiarato idoneo al servizio ed il governo francese sottoscrisse un ordine di fornitura per 40 esemplari.
Nel frattempo l'azienda avviò un programma di sviluppo del modello introducendo una serie di piccole migliorie tecniche che nelle intenzioni del gruppo di progettazione ne avrebbero aumentato le prestazioni. Il prototipo della nuova variante, indicata dall'azienda come MB 131, volò il 16 agosto 1936 tuttavia non fu in grado di esprimere prestazioni sensibilmente maggiori così da indurre la commissione esaminatrice a consigliare un ulteriore intervento al progetto originale. Venne quindi realizzato un secondo prototipo che si differenziava dal precedente per una diversa fusoliera e un'ala dall'apertura maggiorata. In questa configurazione volò l'8 maggio 1937, ottenendo finalmente l'autorizzazione alla produzione in serie dalle autorità militari.
Nel frattempo il governo francese decise di nazionalizzare tutte le aziende aeronautiche francesi ad indirizzo bellico riunendole in più consorzi, sorte che subì anche la Bloch che vide gli stabilimenti di Villacoublay e Courbevoie confluire nella Société nationale des constructions aéronautiques du sud-ouest, conosciuta anche come Sud-ouest o con la sua sigla SNCASO. Fu con questa nuova ragione sociale che venne prodotto il primo lotto di tredici esemplari, indicati come MB 131 R4, versione da ricognizione aerea quadriposto, a cui fecero seguito gli MB 131 Ins, versione a doppi comandi per l'addestramento alla navigazione, e MB 131 RB4, versione quadriposto attrezzata per il bombardamento e la ricognizione.
Dall'MB 131, unica versione ad aver visto la produzione in serie, vennero in seguito studiate alcune varianti derivate, alcune delle quali rimasero solamente a livello progettuale.

### Bloch MB 132
Versione prevista, ordinata ma mai terminata. Modello identificativo del primo ordine emesso dal governo francese, era caratterizzato dall'adozione di una coppia di motori radiali Hispano-Suiza 14Aa da 940 CV ciascuno. Gravato dalle insormontabili difficoltà di messa a punto dei motori, il prototipo già in avanzata fase di completamento venne alla fine terminato adeguandolo allo standard MB 131 e in questa configurazione consegnato all'Armée de l'air.

### Bloch MB 133
Il primo contratto di fornitura comprendeva anche la consegna di un prototipo equipaggiato con una coppia di radiali Hispano-Suiza 14Aa, come sull'MB 132, ma dotato di un diverso impennaggio di coda, a doppia deriva invece che a singolo elemento verticale come nei precedenti modelli. La cellula venne ultimata ma, come nel caso dell'MB 132, pesò l'affidabilità necessaria ma mai raggiunta dei nuovi motori che, unita alla fase di disorganizzazione conseguente all'avvenuta nazionalizzazione del settore aeronautico francese, non permisero di completare il prototipo che rimase stoccato in un hangar a Villacoublay per almeno un anno. Ottenuto quindi una coppia di motori funzionanti, il prototipo venne portato in volo il 1º ottobre 1937, ai comandi del pilota collaudatore dell'azienda André Curvale, dalla pista di Villacoublay. Presentato rispondente allo standard RB 4 (ricognitore-bombardiere quadriposto), durante le prove in volo ottenne risultati incoraggianti raggiungendo la velocità di 435 km/h (235 kt) ma oramai il progetto doveva confrontarsi con modelli concorrenti tecnologicamente più avanzati e il suo sviluppo venne interrotto. La cellula, come con l'MB 132, venne quindi convertita allo standard MB 131 e consegnata all'Armée de l'air.

### Bloch MB 136
Variante idrovolante a scarponi dell'MB 134 destinata al ruolo di bombardiere-aerosilurante proposta alla Marine nationale senza successo. Caratterizzato dall'adozione di dispositivi di galleggiamento posti sotto le ali in luogo del carrello e di un impianto propulsivo basato su una coppia di radiali Gnome-Rhône 14N da 950 CV o Gnome-Rhône 14P da 1 250 CV, il modello si rivelò possedere un'elevata velocità massima per la categoria a cui apparteneva ma gravato da raggio d'azione e capacità di carico utile troppo bassi per risultare efficace, di conseguenza non venne avviato alla produzione in serie.

## Impiego operativo
Le modeste prestazioni offerte dal modello furono evidenziate dal coinvolgimento della Francia nella seconda guerra mondiale. Allo scoppio del conflitto gli MB 131 nelle loro varie versioni equipaggiavano sei gruppi da ricognizione dell'Armée de l'air basati in Francia e uno in nordafrica ma fu subito evidente che era impossibile effettuare missioni di ricognizione diurne senza subire gravi perdite. Relegati quindi a missioni di ricognizione notturna, gli MB 131 rimasero in servizio fino alla firma del secondo armistizio di Compiègne che decretando la fine alle ostilità tra la Francia e il Terzo Reich e l'avvento del Governo di Vichy modificò le esigenze belliche di tutte le forze armate francesi. Gli MB 131 dichiarati ancora efficienti vennero quindi integrati nei reparti dell'Armée de l'air de l'armistice dove vennero utilizzati come aerei da traino bersagli.

## Utilizzatori
Francia
- Armée de l'air

 Francia di Vichy
- Armée de l'air de l'armistice

 Germania
- Luftwaffe (prede di guerra)

 Polonia

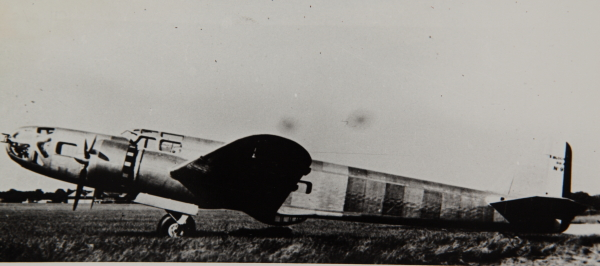
Bloch MB 131

- Polskie Siły Powietrzne (Forza aerea polacca in esilio in Francia)
  - Groupe de Bombardement Marche Polonais